# Ошко Володимир Петрович
Володимир Петрович Ошко (20 жовтня 1930, селище Амур, передмістя Дніпропетровська, тепер у складі міста Дніпра Дніпропетровської області — 29 листопада 2008, місто Дніпро) — український радянський і компартійний діяч, 1-й секретар Дніпропетровського міськкому КПУ. Депутат Верховної Ради УРСР 10-го скликання. Член ЦК КПУ в 1981—1986 роках. Кандидат технічних наук. Член Академії технологічних наук України (2002).

## Біографія
Народився в робітничій родині. Трудову діяльність розпочав у 1942 році слюсарем Ташкентського машинобудівного заводу в Узбецькій РСР. У 1949 році закінчив середню школу № 63 міста Дніпропетровська.
У 1954 році закінчив Дніпропетровський металургійний інститут. Здобув спеціальність інженера-металурга.
З 1954 року — асистент кафедри сталі Дніпропетровського металургійного інституту, навчався у аспірантурі.
Член КПРС з 1955 року.
У 1957—1960 роках — 1-й секретар Жовтневого районного комітету ЛКСМУ міста Дніпропетровська; секретар, 2-й секретар Дніпропетровського обласного комітету ЛКСМУ.
У 1960—1963 роках — підручний сталевара, сталевар, майстер мартенівського цеху Дніпропетровського металургійного заводу імені Петровського.
У 1963—1964 роках — 2-й секретар Ленінського районного комітету КПУ міста Дніпропетровська.
У 1964—1976 роках — 1-й секретар Ленінського районного комітету КПУ міста Дніпропетровська.
У липні 1976 — серпні 1983 року — 1-й секретар Дніпропетровського міського комітету КПУ.
У 1983—1985 роках — старший майстер мартенівського цеху Дніпропетровського металургійного заводу імені Петровського.
З 1985 року — на пенсії. Учасник ліквідації аварії на Чорнобильській атомній електростанції у 1986 — 1987 роках. З 1987 року працював на інженерних посадах на Дніпропетровському металургійному заводі імені Петровського, був головою бібліотечної ради металургійного заводу.
Потім — пенсіонер в місті Дніпропетровську.

## Нагороди
- три ордени Трудового Червоного Прапора
- два ордени «Знак Пошани»
- 10 медалей
- Грамота Президії Верховної Ради Української РСР (17.10.1980)
- почесний громадянин міста Дніпропетровська (2001)